# Nationalpark Darién
Der Nationalpark Daríen liegt im Südosten Panamas, entlang der Grenze zu Kolumbien und damit auf dem südlichsten Teil der Landbrücke zwischen Zentral- und Südamerika.
Dieser wurde am 27. September 1980 gegründet. 1981 erklärte ihn die UNESCO zum Weltnaturerbe und 1983 zum Biosphärenreservat. Mit einer Fläche von 5970 km² ist er der größte Nationalpark Zentralamerikas. Er grenzt im Süden an den kolumbianischen Nationalpark Los Katíos an, welcher ebenfalls zum Weltnaturerbe erklärt wurde.
Dieser liegt in einem der artenreichsten Tropischen Regenwaldgebiete der Erde. Hier kommen eine breite Palette von Tier- und Pflanzenarten vor. Die große Vielfalt an Lebensräumen bietet Platz für eine ungewöhnlich große Biodiversität. Das geschützte Gebiet beherbergt Strände, Mangrovenwälder und auf der pazifischen Seite Lagunen. Zum größten Teil besteht der Park aus verschiedenen Arten von Tropischem Regenwald. Mit 1.845 m stellt der Cerro Tacarcuna den höchsten Punkt des Nationalparks dar und bildet die Wasserscheide zwischen Pazifik und Karibik.
Mit den drei indigenen Völkern der Embera, der Kuna und der Wounaan ist das Gebiet auch kulturell vielfältig.

## Klima

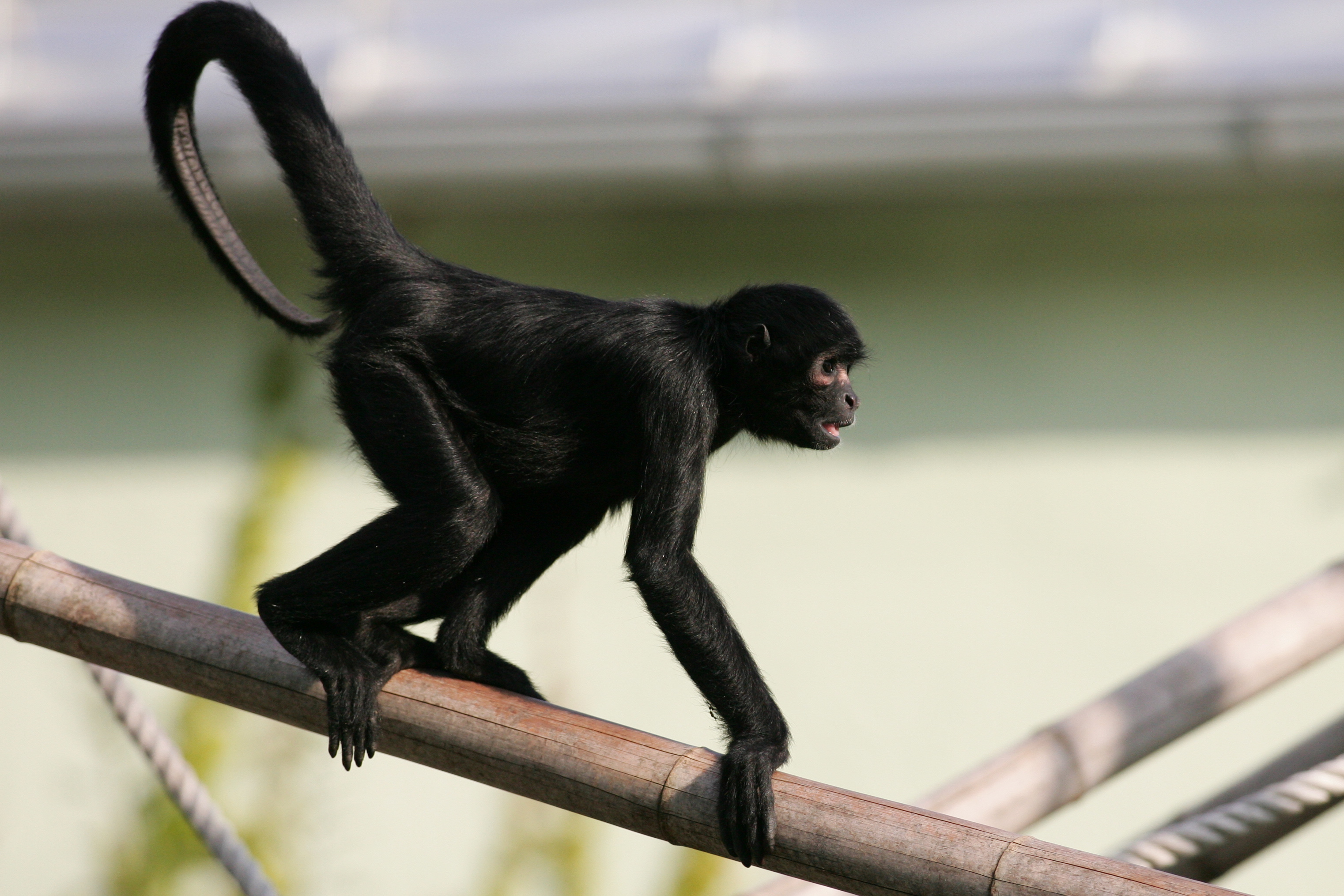
Braunkopfklammeraffe

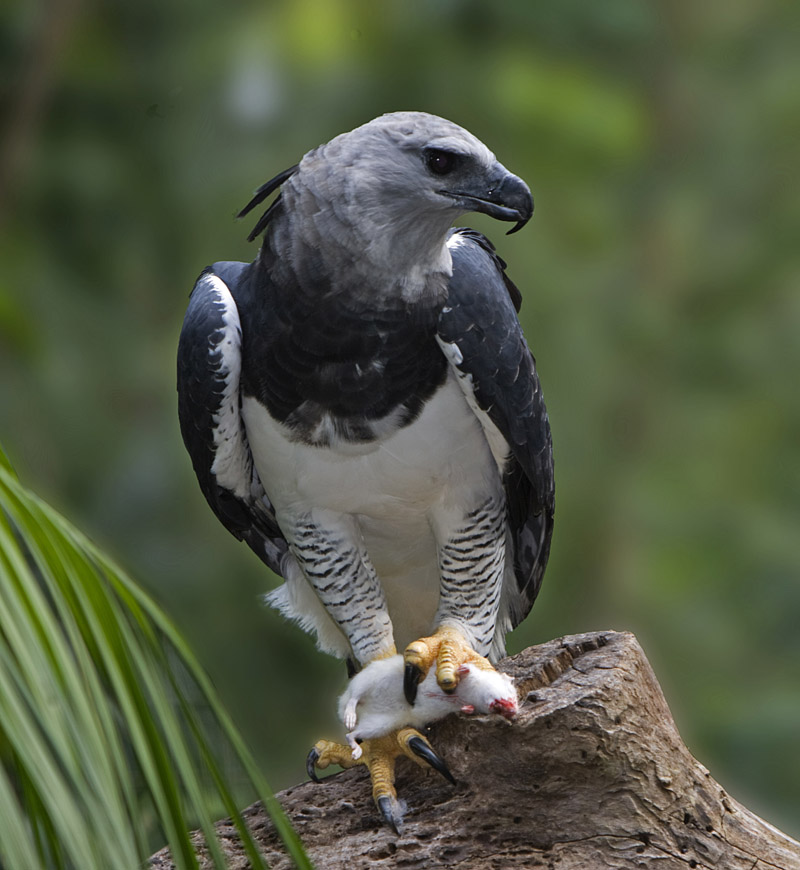
Harpyie

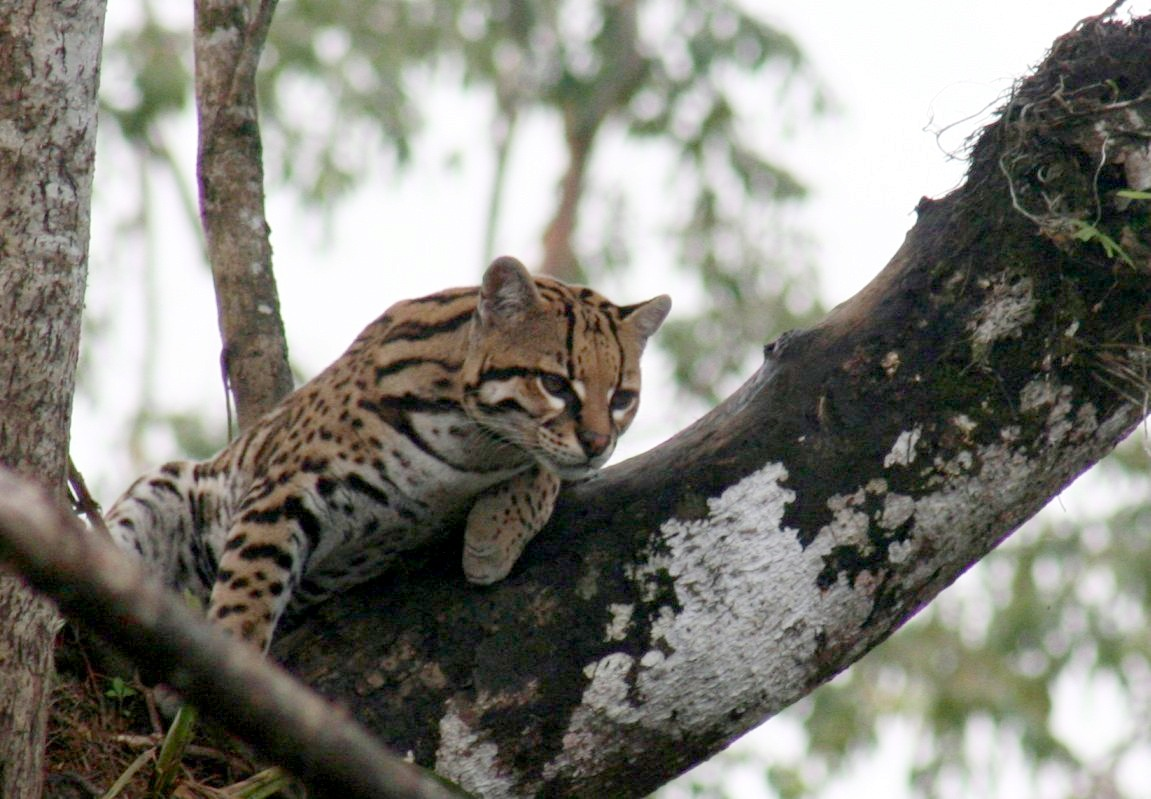
Tigerkatze

Der jährliche Niederschlag beträgt auf der karibischen Seite zwischen 3000 mm und 4000 mm und etwa 4000 mm und 5000 mm auf der pazifischen Seite. Die Trockenzeit, mit durchschnittlichem Niederschlag von monatlich 100 mm, geht von Januar bis März. Die Temperatur variiert von 16 bis 35 °C mit einem Jahresdurchschnitt von 26 °C.

## Flora
Die Wälder der Provinz Darién sind noch weitestgehend ungestört und bilden die artenreichsten Lebensräume Zentralamerikas. Es wurden etwa 2440 Pflanzenarten nachgewiesen, wovon etwa 40 Arten endemisch sind.
Den Hauptteil der Landschaft prägen feuchte und sehr feuchte tropische Regenwälder.
In den Mangrovenwäldern der Küsten trifft man z. B. auf die Schwarze- und Rote Mangrove, weiter westlich auf die Schirmakazie Albizia caribaea, das Wollbaumgewächs Bombacopsis quinata, den Butterblumenbaum, das Mimosengewächs Prosopis juliflora und die Palme Sabal allenii. In den Süßwassermarschen wachsen meist Palmen wie Manicaria und Jessenia und auch Copaifera sowie Pachira aquatica. Etwa 10 % des Parks bestehen aus laubabwerfendem Tropischem Tieflandwald. Ein Großteil davon scheint Sekundärwald zu sein, der durch Indigene Völker geschaffen, aber bei Ankunft der Spanier vor über 500 Jahren verlassen wurde. Einige der größten Exemplare dieses Gebietes, mit einer Größe von etwa 40 m, gehören zur Art Cavanillesia platanifolia. Der feuchtwarme Bergwald, der etwa oberhalb 200 m beginnt, bedeckt etwa 60 % des Parks. Lianen, Epiphyten und Farne kommen hier zahlreich vor. Wolkenwald beginnt ab einer Höhe von etwa 700 m, die hier vorherrschende Baumart ist Oenocarpus panamanus. Diese Region nimmt etwa 30 % des Parks ein.

## Fauna
Die Region ist außergewöhnlich artenreich. Bisher wurden 169 Säugetierarten, 533 Vogelarten, 99 Reptilienarten, 78 Amphibienarten und 50 Fischarten nachgewiesen. Endemische Arten sind häufig anzutreffen.
Für viele Arten stellt Daríen eine Art Demarkationslinie dar, Tierarten aus Nord- und Südamerika treffen hier aufeinander.
Der Waldlichtungen bevorzugende Weißwedelhirsch teilt sich das Gebiet mit dem waldliebenden Spießhirsch, dem Rotmazama. Die größten Nagetiere, die Capybaras leben hier ebenso wie das Mittelamerikanische Aguti und das Paka. Das Spitzkrokodil teilt sich die Flüsse mit seinem südamerikanischen Vetter, dem Krokodilkaiman. Das Verbreitungsgebiet des Kojoten reicht bis Zentralpanama und wird hier durch den kleineren Waldhund ersetzt, der weiter südlich bis nach Brasilien verbreitet ist. Neben den schwarzgefleckten Jaguaren, den Ozeloten, den Langschwanzkatzen und den Nördlichen Tigerkatzen, leben hier auch Jaguarundi und Puma. Die schwarzköpfige, nördliche Unterart des Braunkopfklammeraffen beginnt hier den mit rötlichem Rückenfell ausgestatteten und weiter nördlich lebenden Geoffroy-Klammeraffen zu ersetzen. Zusätzlich leben hier noch vier weitere Affenarten, Panama-Nachtaffe, Mantelbrüllaffe, Weißschulterkapuziner und Geoffroy-Perückenaffe. Auch Braunkehl-Faultier, Großer Ameisenbär, Weißbart- und Halsbandpekari, sowie Mittelamerikanischer Tapir sind hier anzutreffen.
Sieben Säugetierarten gelten als endemisch, die Taschenrattenart Orthogeomys dariénsis, die Klettermausart Rhipidomys latimanus und die Schlankbeutelratte Marmosops invictus.
Man schätzt die Anzahl der vor der Küste lebenden Walarten auf 20, die der Haie auf 33 und die der Meeresschildkröten auf vier.
Die Wälder des Darién sind das einzige Gebiet Zentralamerikas, in denen gleich vier farbenfrohe Araarten vorkommen. Den auch weiter nördlich anzutreffenden Großen Soldatenara und die eigentlich nur in Südamerika beheimateten Rotbugaras, Gelbbrustaras und die Grünflügelaras. Hier lebt auch die größte Population des mächtigsten Greifvogels der Erde, der Harpyie, welche hier Jagd auf größere Vögel und Affen macht und zugleich Panamas Nationalvogel ist. Weitere Greifvögel sind beispielsweise der Elsteradler und der Rotkehlkarakara. In Wäldern trifft man auch auf die Hokkohühner, Tuberkelhokko und Haubenguan. Von den im Tiefland vorkommenden Arten sind Braunmantel-Stirnvogel, Kerrtinamu und Strichelrücken-Ameisenwürger als gefährdete Arten geführt. Fünf Vogelarten gelten als endemisch, z. B. der Nördliche Perlstachelschwanz (Margarornis bellulus) und die Glanzfleckentangare (Tangara fucosa).

## Bedrohung
Eine Bedrohung des gesamten Gebietes bildet der Ausbau des letzten Abschnittes der Panamericana. Diese den gesamten amerikanischen Doppelkontinent verbindende Straße wird zurzeit lediglich vom sogenannten Tapón del Darién unterbrochen. Eine weitere Bedrohung geht vom Nachbarn Kolumbien aus. Entlang der Grenze wurden auf kolumbianische Seite große Waldstücke gerodet. Auch der angrenzende Nationalpark Los Katíos ist von Abholzung und illegaler Jagd bedroht, sodass er von der UNESCO seit 2009 als gefährdet eingestuft wird.